# Hoy (programa de televisão)
Hoy (Título em português: Hoje) é um programa de televisão Mexicano criado em 1998, produzido pela Televisa e transmitido ao vivo no canal Las Estrellas todos os dias. É apresentado por Andrea Legarreta, Galilea Montijo, Raúl Araiza Herrera, Fernando del Solar, Natalia Téllez, Mauricio Mancera, Paul Stanley, Raúl Araiza e Martha Figueroa.

## Historia

### (1999-2000)
Além dos apresentadores, o programa Hoy contou com a participação de diferentes produtores. Desde que foi ao ar em 1998, ele só ficou apenas um ano sob a produção de Alexis Núñez, e de 1999 a 2000 ele teve a participação de Alejandro Cáceres.
Os apresentadores eram Andrea Legarreta, Alfredo Adame, Talina Fernandez, Angélica Vale, Martha Carrillo, Sofia Villalobos, Toño de Valdés, Anselmo Alonso, Carlos Eduardo Rico e Horacio Villalobos.
O programa começava às 6:00 da manhã com a seção de notícias e às 8:30 ele mudava o formato para um programa de variedades.

### (2000-2002)
Para esta nova versão, que durou de 2000 a 2002, o programa da manhã contou com a produção de Federico Wilkins.
Os apresentadores foram Alfredo Adame, Fernanda Familiar, Gloria Calzada, Laura Flores, Diego Shoening, Fabián Lavalle, Angie Pérez Dávila e Juan José Ulloa.
Esta é a única etapa de Hoy em que Andrea Legarreta não era apresentadora.

### (2003-2006)
De 2003 a 2006, Hoy continuou com sua transmissão de segunda a sexta-feira e aos sábados, o programa tinha apresentadores diferentes. Também nesta fase é quando Andrea Legarreta retorna.
Os apresentadores de segunda a sexta-feira foram Arturo Peniche, Laura Flores, Andrea Legarreta, Ernesto Laguardia, Anais, Patrício Cabezut, María Luisa Valdés Doria e Raynaldo Rossano.
Os apresentadores de Hoy Sábado foram Juan José Ulloa, Silvia Lomelí, Danna Paola, Consuelo Duval, Carlos Espejel e Pablo Reinah.

### (2005-2008)
Esta foi a primeira vez que Carmen Armendáriz se envolveu na produção de Hoy.
Os apresentadores foram modificados quase totalmente, deixando Andrea Legarreta e Ernesto Laguardia como o principal casal encarregado do programa. Jorge Poza, Letícia Calderón, Martha Carrillo, Sofia Villalobos e Vielka Valenzuela também estiveram presentes.

### (2008-2009)
Por apenas um ano, Hoy estava sob a produção de Roberto Romagnoli, mas também teve uma duração mais curta devido à transmissão dos Jogos Olímpicos de Pequim.
Apresentadores eram Andrea Legarreta, Ernesto Laguardia, Raúl Araiza, Montijo Galileia, Laura Flores, Angélica Maria, Annette Cuburu, Reynaldo Rossano e Arturo Carmona.

### (2009-2013)
Depois de um ano, Carmen Armendáriz volta a estar na vanguarda da produção de Hoy. Foi a última vez do Hoy aos Sábado e em seu lugar foi ocupado pelo programa Sabadazo.

### (2013-2015)
A produtora de novelas, Carla Estrada, escolheu fazer parte da equipe de Hoy para implementar seções com vídeos engraçados, esboços e painéis de discussão.

### (2016-2018)
Após nove anos, Reynaldo López retorna à produção de Hoy.
Desde então o programa teve várias mudanças, entre elas o prolongamento de sua duração com o título Hoy Más e a introdução de novos apresentadores. Como Andrea Legarreta, Raul Araiza, Galilea Montijo, Natalia Téllez, Pedro Prieto, Reynaldo Rossano, Carriedo Maca, Lisardo, Paul Stanley, José Eduardo Derbez, Nashla Aguilar, Martha Figueroa, Alex Kaffie.

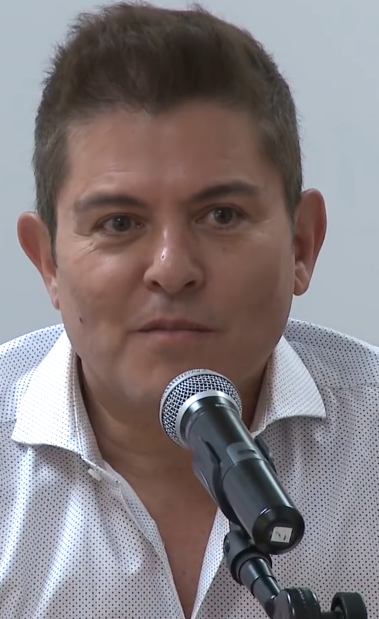
Ernesto Laguardia ex apresentador do Hoy.

## Apresentadores
| Nome               | Estreia                    |
| ------------------ | -------------------------- |
| Andrea Legarreta   | (1998-2000, 2003–presente) |
| Galilea Montijo    | (2008-presente)            |
| Raúl Araiza        | (2007–presente)            |
| Paul Stanley       | (2011-2012, 2017–presente) |
| Natalia Tellez     | (2016–presente)            |
| Fernando del Solar | (2018–presente)            |
| Mauricio Mancera   | (2018–presente)            |
| Nicola Porcella    | (2024-2025)                |

Colaboradores
- Marta Figueroa (2016–presente)
- Maca Carriedo (2016–presente)
- Rosa Concha (2018-presente)
- Shanik Berman (2018-presente)
- Mizada Mohamed (2000-2002, de 2008–presente)
- Yogui (2016–presente)
- Kalinda Kano (2016–presente)
- Veronica Toussaint (2016–presente)
- Eduardo Salazar (2016-presente)
- Fernanda Centeno (2016–presente)
- César Lozano (2016–presente)

## Segmentos
| Título           | Notas                                                        |
| ---------------- | ------------------------------------------------------------ |
| Shows            | Apresentado por Alex Kaffie & Marta Figueroa                 |
| Horóscopos       | Apresentado por Mohamed Mizada                               |
| Resumo da novela | Apresentado pelo Alfredo Gudini                              |
| Beleza           | Apresentado por Kalinda Kano                                 |
| Yoga             | Apresentado por Verônica Toussaint                           |
| Cozinhar         | Apresentado por chef Alfredo Oropeza e o chef Yogui          |
| Social media     | Apresentado por Natalia Tellez, Pedro Prieto e Maca Carriedo |
| Hoy es para amar | Telenovela-esboço período com o elenco do programa           |
| Notícias         | Apresentado por Eduardo Salazar                              |
| Comédia          | Apresentado por Ricardo Margaleff e Reinaldo Rossano         |

## Transmissão Internacional
| País | Emissora                  | Estreia              | Final    |
| ---- | ------------------------- | -------------------- | -------- |
|      | El Canal de las Estrellas | 3 de agosto de 1998  | presente |
|      | Univision Galavision      | 29 de agosto de 2011 | presente |
|      | Telesudamerica            | 27 de maio de 2013   | presente |
|      | VTV Canal 35              | 1 de maio de 2011    | presente |